# Dedi Montano
Dedi (Adelaide) Montano (Barletta, 18 agosto 1917 – Morlupo, 1º gennaio 2009) è stata un soprano italiano.

## Biografia
È stata un'apprezzata soprano lirico. Tra le sue interpretazioni cinematografiche: La figlia del Corsaro Verde (1940) di Enrico Guazzoni, nella parte di Estella, Ore 9: lezione di chimica (1941) di Mario Mattoli, nella parte dell'insegnante di musica, e In due si soffre meglio (1943) di Nunzio Malasomma, nella parte di Lucia Barduzzi.
Dopo la guerra lavorò in programmi radiofonici della Rai e insegnò per molti anni al Conservatorio Alfredo Casella dell'Aquila e al Conservatorio di Santa Cecilia a Roma.